# Evropská silnice E25
Evropská silnice E25 je evropskou silnicí 1. třídy. Začíná v nizozemském Hoek van Holland, pokračuje přes Belgii, Lucembursko, Švýcarsko, Francii do Itálie, kde je přerušena Ligurským mořem. Poté pokračuje přes Korsiku, Sardinii na Sicílii, kde v Palermu končí. Celá trasa měří 1547 kilometrů.

## Trasa
- Nizozemsko
  - Hoek van Holland – Rotterdam – Utrecht – Eindhoven – Maastricht

- Belgie
  - Lutych – Bastogne – Arlon

- Lucembursko
  - Lucemburk – Dudelange

- Francie
  - Mety – Saint-Avold – Štrasburk – Mylhúzy

- Švýcarsko
  - Basilej – Olten – Bern – Lausanne – Ženeva

- Francie
  - Chamonix-Mont-Blanc – Montblanský tunel

- Itálie
  - Montblancký tunel – Aosta – Ivrea – Vercelli – Alessandria – Janov

- Francie, Korsika
  - Bastia – Porto-Vecchio – Bonifacio

- Itálie, Sardinie
  - Porto Torres – Sassari – Cagliari

- Itálie, Sicílie
  - Palermo

## Galerie

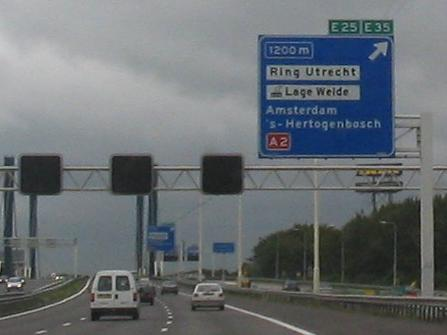
E25 poblíž Utrechtu
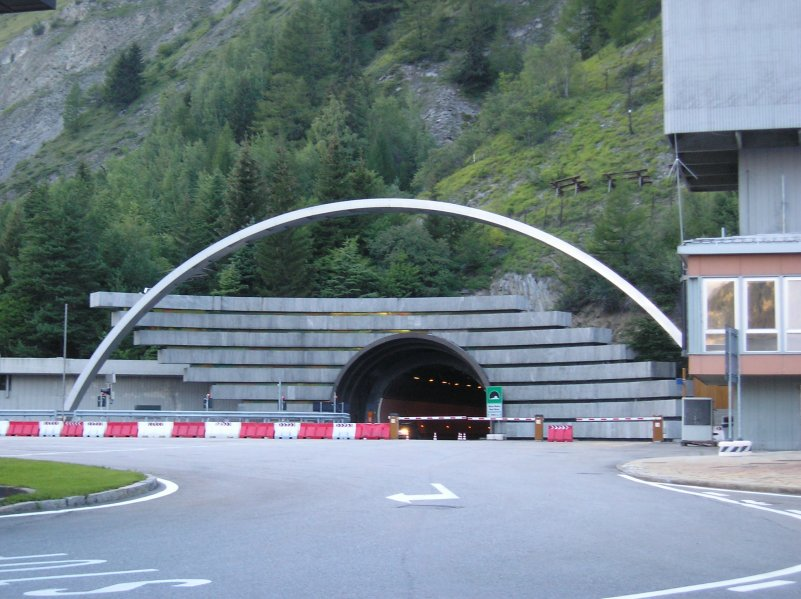
Montblanský tunel, vjezd z italské strany
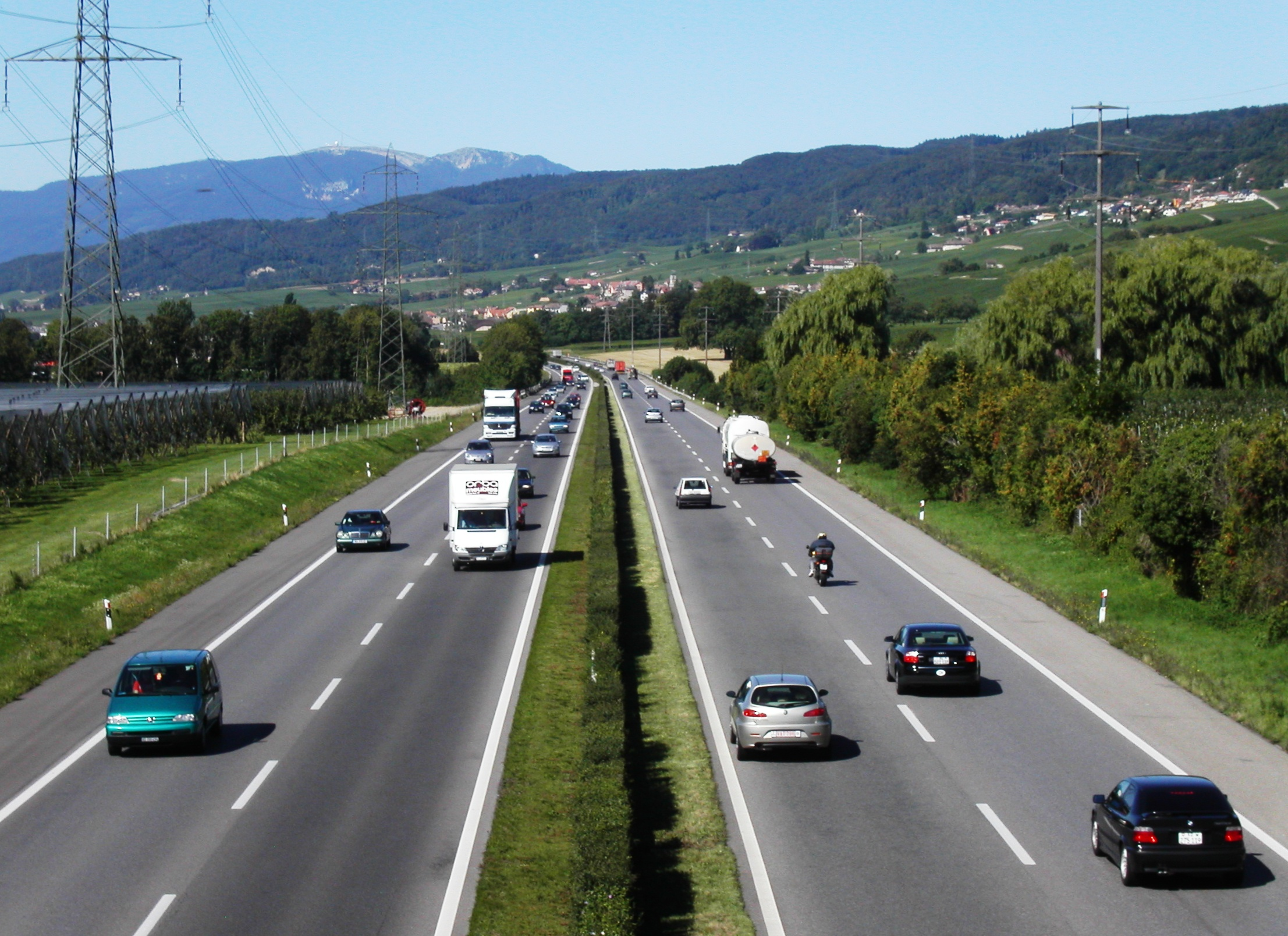
E25 ve Švýcarsku
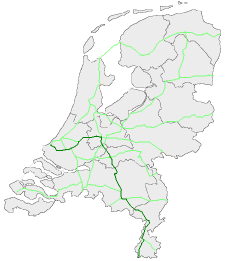
Trasa E25 na území Nizozemska
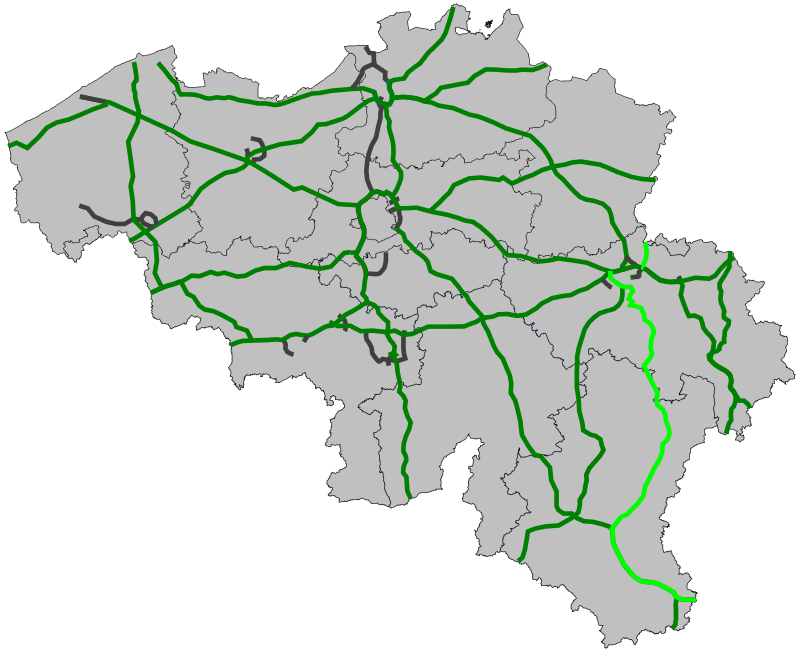
Trasa E25 na území Belgie
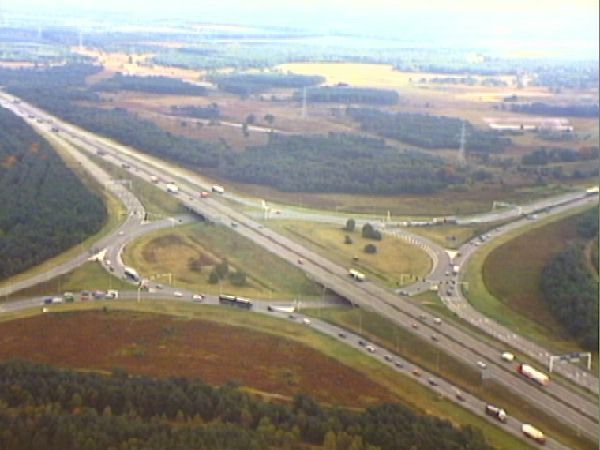
E25 u Eindhovenu
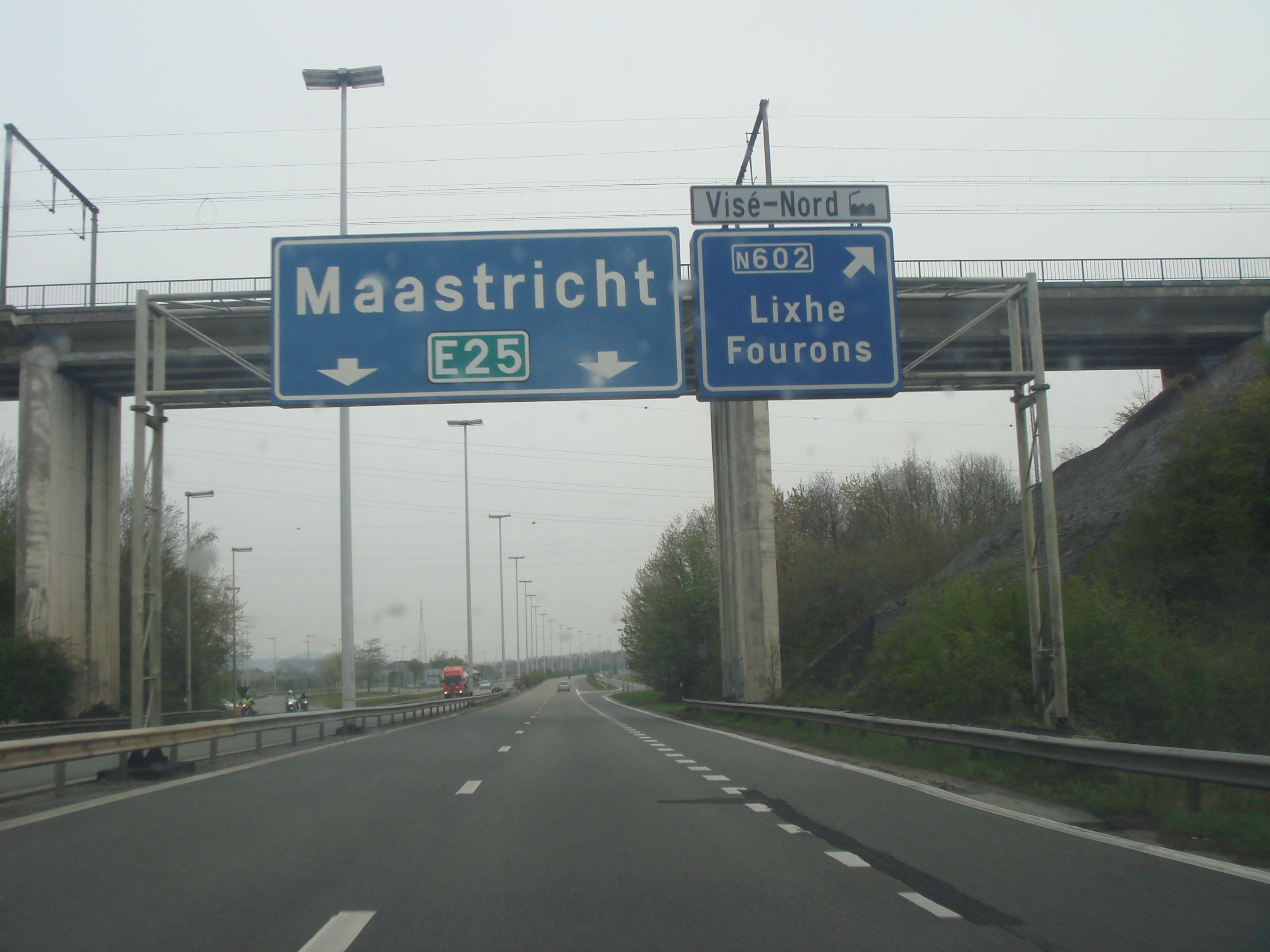
E25 v Nizozemsku
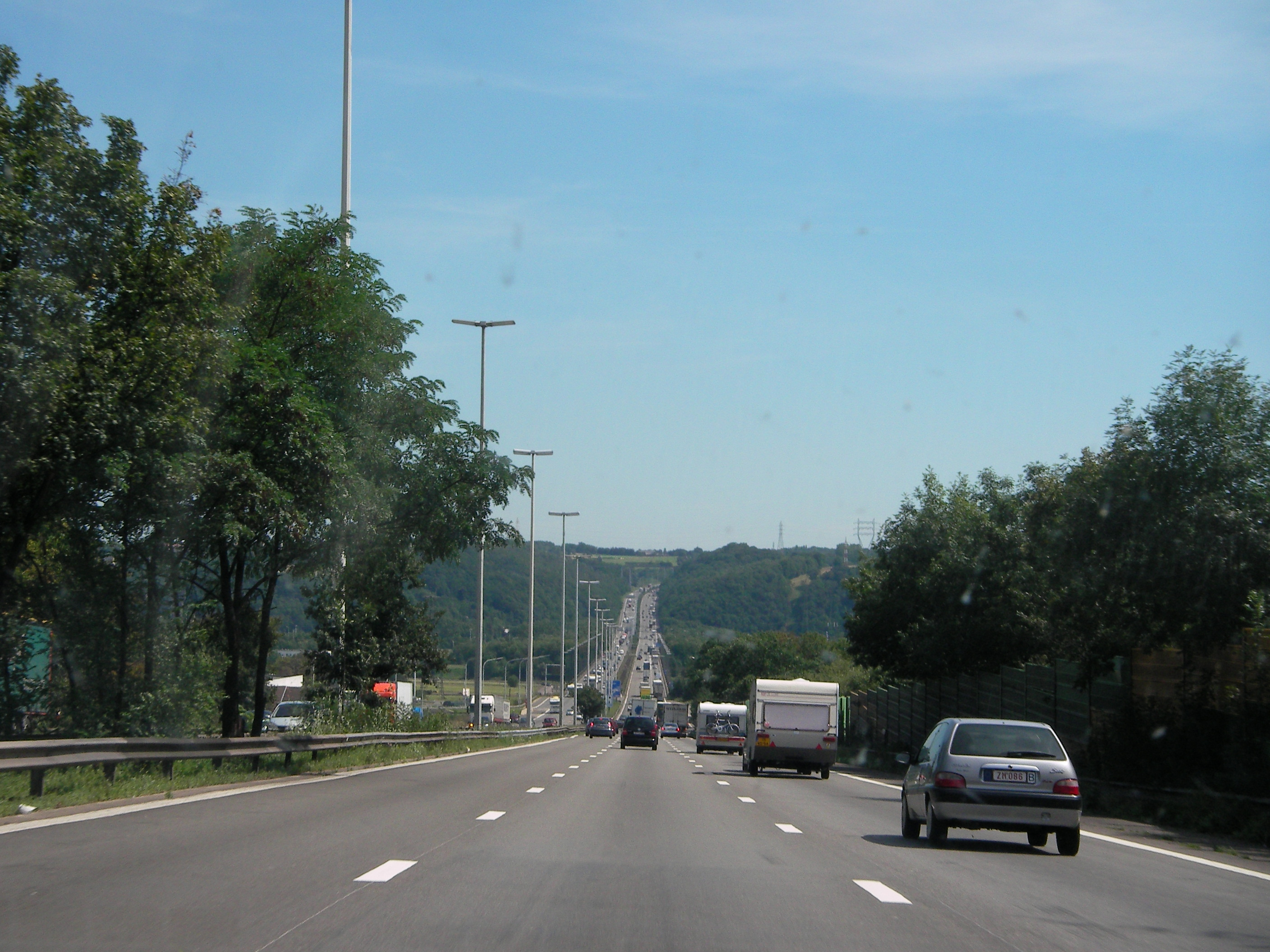
E25 poblíž Lutychu
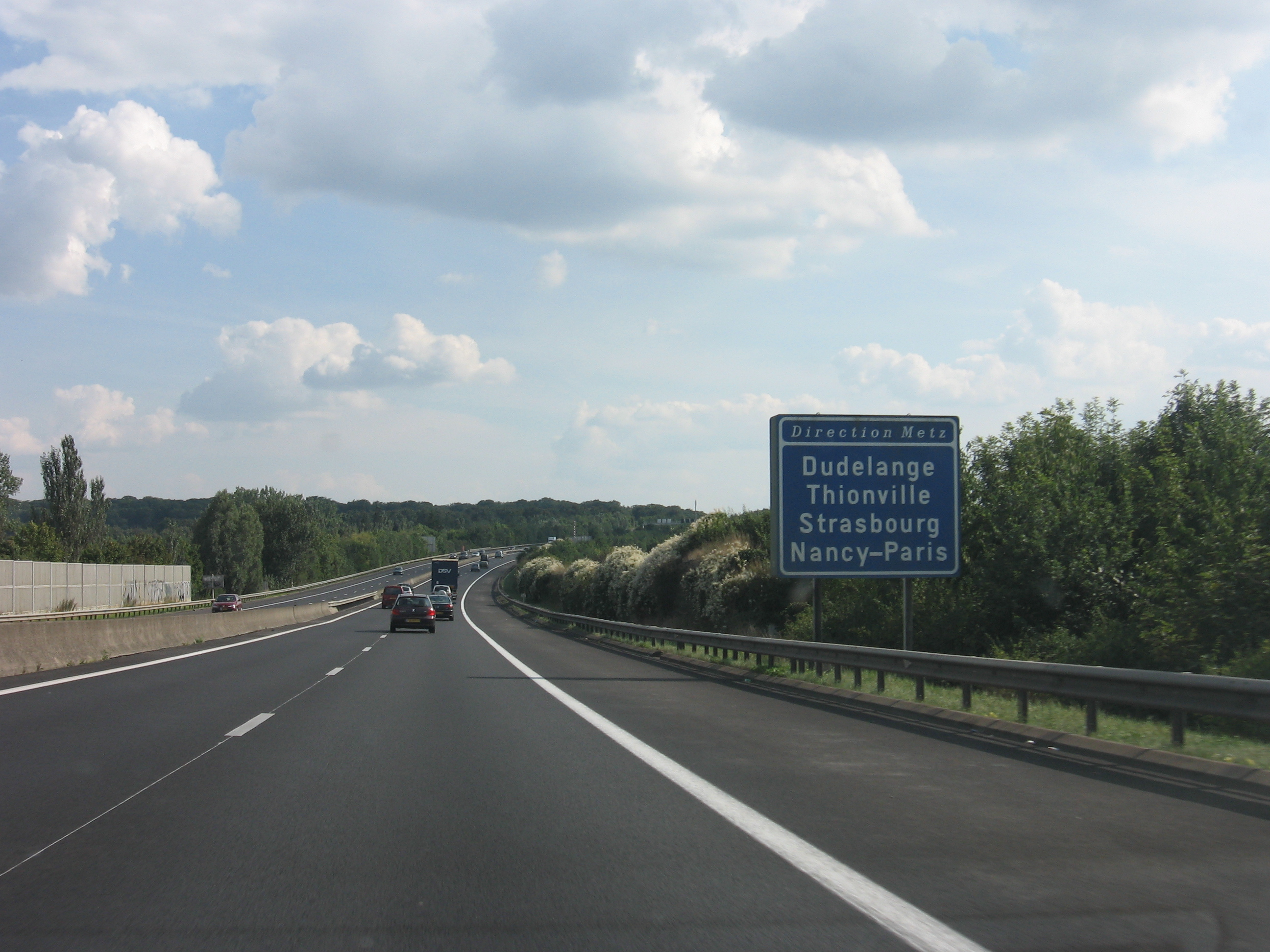
E25 v Lucembursku
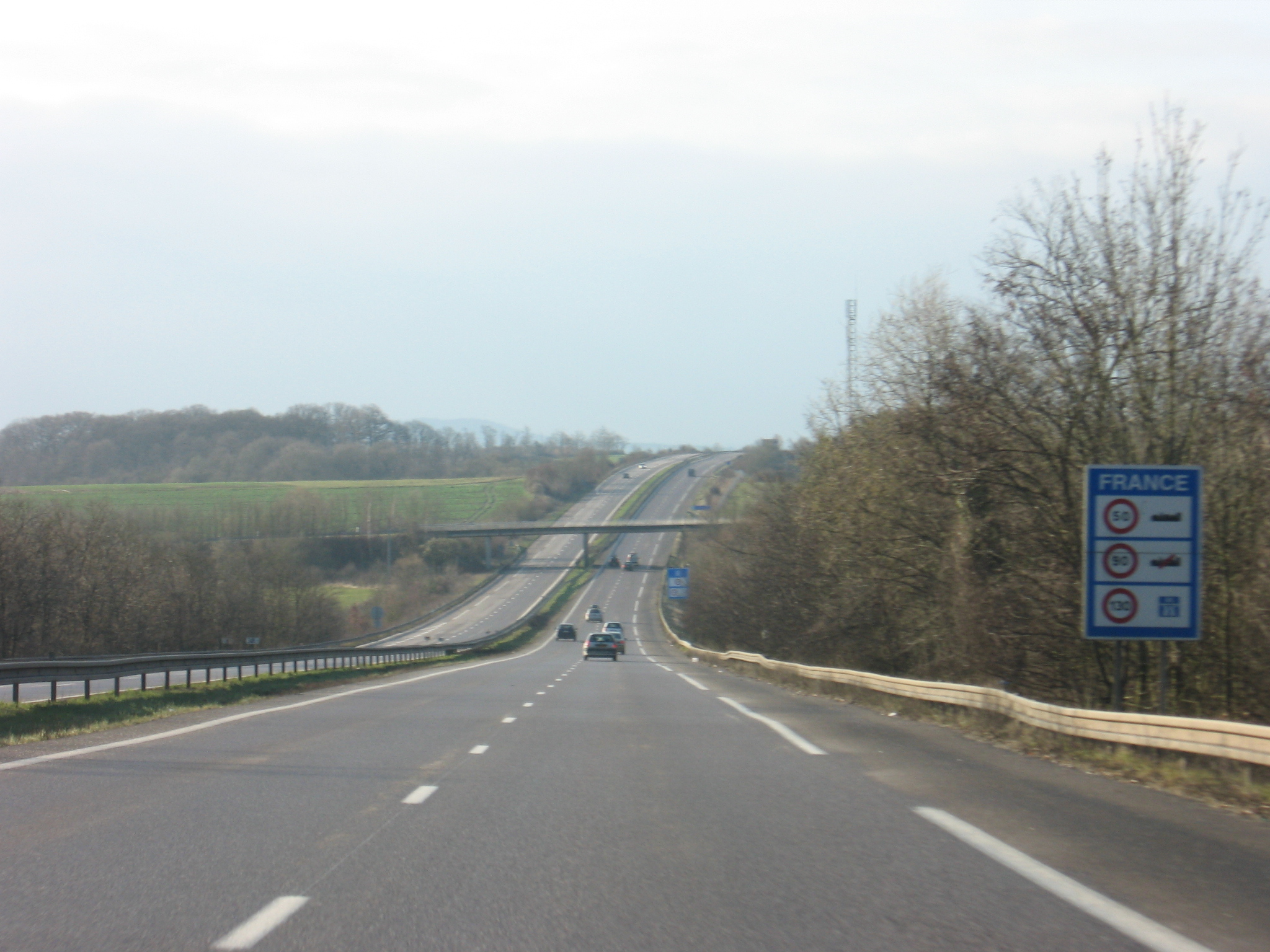
E25 na hranicích Lucemburska s Francií
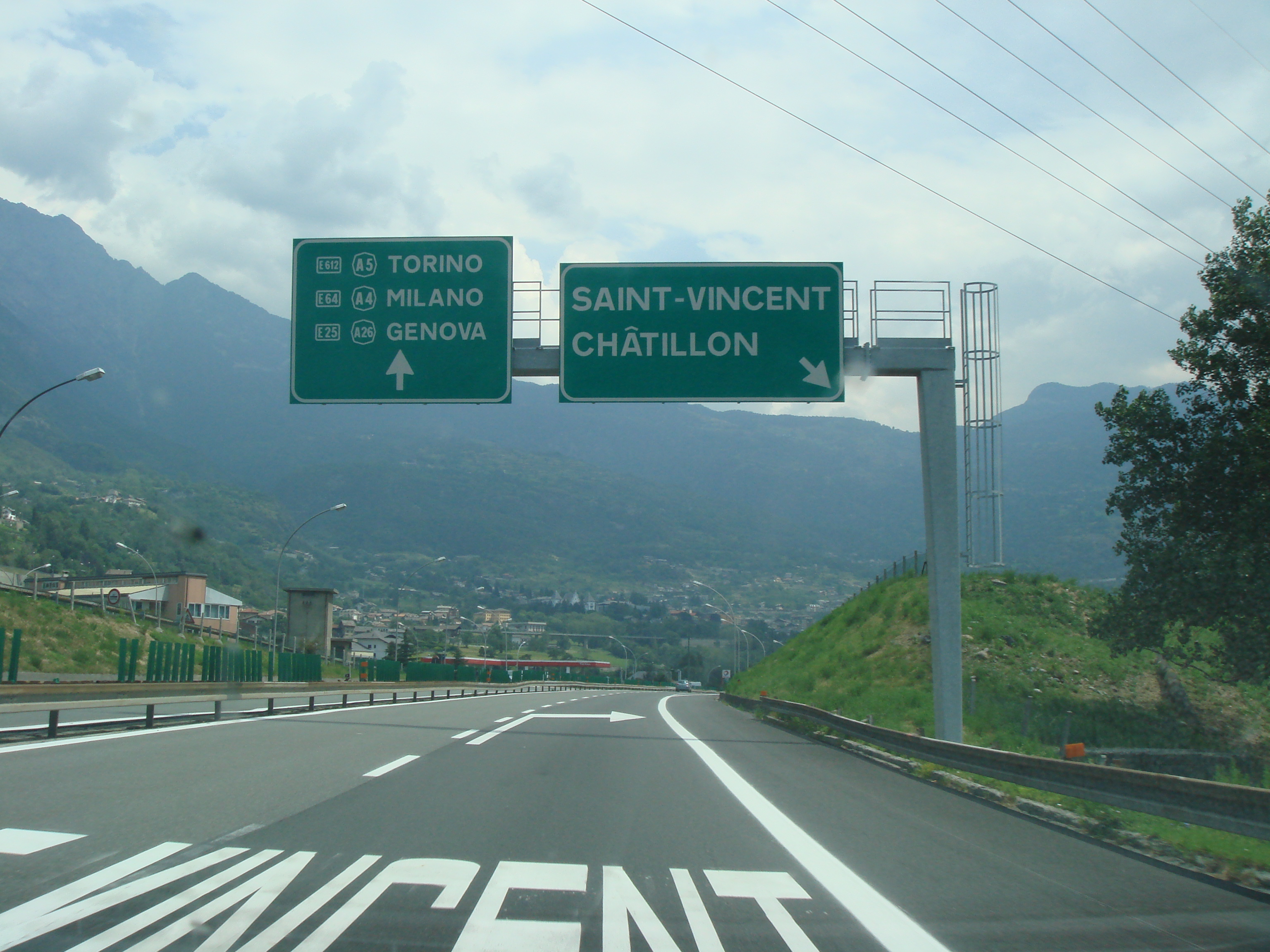
E25 v Itálii
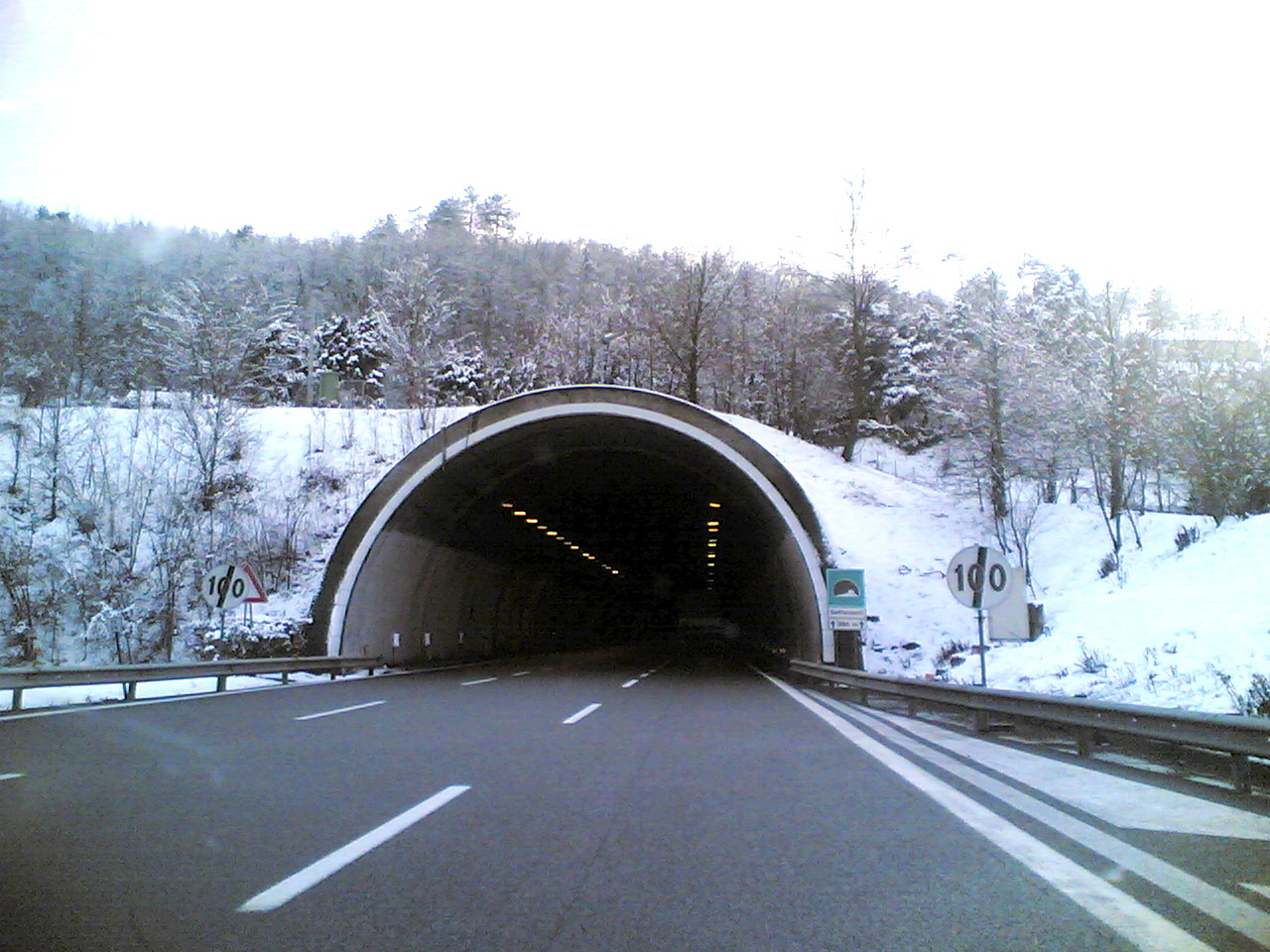
E25 v Itálii